# 每滴眼泪，都宛如瀑布
每滴眼泪，都宛如瀑布（Every Teardrop is a Waterfall）是英國另類搖滾樂隊酷玩樂隊的一首歌曲。這首單曲是他們第五張錄音室專輯彩繪人生的首張單曲。單曲於2011年6月3日以下載形式發行，在英國則是在2天之後發行。歌曲獲得了兩項格萊美獎的提名。在Billboard Hot 100排行榜上，單曲在發行時排名第29位，在首週銷售了85,000份，最高排名達到14位。在英國單曲排行榜上，這首歌曲的最高排名則是第6位。

## 外部連結
- Official website（页面存档备份，存于）